# グリーンの定理
グリーンの定理（グリーンのていり、英: Green's theorem）は、ベクトル解析の定理である
。イギリスの物理学者ジョージ・グリーンが導出した。２つの異なる定理がそれぞれグリーンの定理と呼ばれる。詳細は以下に記す。
注: グリーンの恒等式もグリーンの定理と呼ばれることがある。

## グリーンの定理（2次元）
2重積分と線積分との関係を表す数学公式である。これを3次元に拡張したものがストークスの定理であり、また一般化されたストークスの定理の特殊な場合（2次元空間内の1次微分形式と2次微分形式の関係式）とも考えられる。

### 公式
閉曲線 C で囲まれた領域 D を考える場合、C1 級関数 P(x, y), Q(x, y) について、以下が成り立つ。
{\displaystyle \oint _{C}(P\mathrm {d} x+Q\mathrm {d} y)=\iint _{D}\left({\frac {\partial Q}{\partial x}}-{\frac {\partial P}{\partial y}}\right)\mathrm {d} x\mathrm {d} y}
すなわち、P(x, y), Q(x, y)のC上の線積分が、その外微分の領域D上の重積分に一致する。

### 定理の成立条件
領域と境界の条件
領域D としては、境界が区分的に滑らかな単一閉曲線Cとする単連結領域のほかに、多重連結領域を考えることができる。多重連結領域の場合には、その境界が区分的に滑らかな閉曲線C1、C2、…、Cn で与えられるとし、C2、…、Cn がC1 の内部に含まれるとしたときに、C2、…、Cn の向き付けは、正の方向に進んだときに、領域D の内部が左側に位置するようにとるものとする。すなわち、外部の境界C1 の向き付けが反時計回りであるのに対し、内部の境界
C2、…、Cn の向き付けは時計回りとする。
関数の連続微分可能性
定理の成立条件として、P、Q がそれぞれy、x について1回連続微分可能（C1級）が仮定されることが多いが、実際は∂Q/∂x、∂P/∂yが存在し、その差のみが連続であれば十分であることが、1900年、エドゥアール・グルサによって示され、その後、サロモン・ボホナーによっても、1930年代に同様な指摘がなされている。

### 一般化されたストークスの定理との対応
グリーンの定理は、以下のように一般化されたストークスの定理において、R2の有界閉領域D 上で1次の微分形式ωを考えた場合に相当する。
{\displaystyle \int _{\partial D}\omega =\int _{D}\mathrm {d} \omega }
実際、1形式
{\displaystyle \omega =P\mathrm {d} x+Q\mathrm {d} y,\,}
に対して、その外微分は
{\displaystyle \mathrm {d} \omega ={\biggl (}{\frac {\partial Q}{\partial x}}-{\frac {\partial P}{\partial y}}{\biggr )}\mathrm {d} x\wedge \mathrm {d} y}
であり、グリーンの定理に対応している。

## 応用

### 面積の求積
グリーンの公式の応用の一つとして、平面内の領域Dに対し、その周囲における線積分による面積の求積がある。プラニメータにも応用されている。閉曲線Cで囲まれる領域Dに対し、その面積は
{\displaystyle A=\iint _{D}1\mathrm {d} x\mathrm {d} y}
で与えられる。P(x, y)=-y/2、Q(x, y)=x/2とすると、
{\displaystyle {\frac {\partial Q}{\partial x}}-{\frac {\partial P}{\partial y}}=1}
であるから、グリーンの定理より、面積Aは線積分
{\displaystyle A={\frac {1}{2}}\oint _{C}(-y\mathrm {d} x+x\mathrm {d} y)}
で求まる。
P(x, y)=-y、Q(x, y)=0、もしくはP(x, y)=0、Q(x, y)=xの組からも同様の結果を得ることができ、面積Aを求める線積分の公式として、
{\displaystyle A=\oint _{C}x\mathrm {d} y=\oint _{C}-y\mathrm {d} x}
も成り立つ。

### コーシーの積分定理
複素数z=x +iy の正則関数
{\displaystyle f(z)=f(x+iy)=u(x,y)+iv(x,y)\quad u,v\in \mathbb {R} }
にグリーンの定理を適用すれば、「正則関数の閉曲線上の積分がゼロになる」というコーシーの積分定理を導くことができる。
実際、
{\displaystyle \oint _{C}f(z)\,\mathrm {d} z=\oint _{C}(u\,\mathrm {d} x-v\,\mathrm {d} y)+i\oint _{C}(u\,\mathrm {d} y+v\,\mathrm {d} x)}
に対して、グリーンの定理より、
{\displaystyle \oint _{C}(u\,\mathrm {d} x-v\,\mathrm {d} y)=\iint _{D}{\biggl (}-{\frac {\partial v}{\partial x}}-{\frac {\partial u}{\partial y}}{\biggr )}\,\mathrm {d} x\mathrm {d} y,\quad \oint _{C}(u\,\mathrm {d} y+v\,\mathrm {d} x)=\iint _{D}{\biggl (}{\frac {\partial u}{\partial x}}-{\frac {\partial v}{\partial y}}{\biggr )}\,\mathrm {d} x\mathrm {d} y}
であるが、被積分関数はコーシー・リーマンの関係式より、0に等しく、
{\displaystyle \oint _{C}f(z)\,\mathrm {d} z=0}
を得る。

## グリーンの定理（３次元）
ラプラシアンを含む体積分を境界上の面積分に置き換える数学公式である。

### 公式
３次元空間内の領域 D、２階微分可能な任意スカラー場 φ, ψ について、
{\displaystyle \int _{D}\mathrm {d} V(\phi \nabla ^{2}\psi -\psi \nabla ^{2}\phi )=\oint _{\partial D}\mathrm {d} {\boldsymbol {S}}\cdot (\phi {\boldsymbol {\nabla }}\psi -\psi {\boldsymbol {\nabla }}\phi )}
が成立する。これは右辺に発散定理を適用して体積分に書き換えることで容易に得られる。

### グリーンの定理（2 次元）
- ストークスの定理
- コーシーの積分定理

### グリーンの定理（3 次元）
- ケルビン・ストークスの定理
- ガウスの発散定理